# Dead Alone
Dead Alone ist eine Melancholic-Death-Metal-Band aus dem Raum München (Bayern).

## Geschichte
Gegründet wurden Dead Alone 2004 in Miesbach. 2005 erschien das erste Demo Inhumanity from Inside, welches in Eigenregie aufgenommen wurde. 2006 folgte das Debütalbum Slivering Marrow, welches in den Mediabase Studios unter der Regie von Jürgen Plangger (A Life Divided, Eisbrecher) aufgenommen wurde. Nach dem Ausstieg von Stefan Leitner und Johannes Seestaller erschien 2008 die EP Phobia, bei welcher Johannes Thoma am Schlagzeug dabei war. Phobia wurde, ebenso wie der Vorgänger, in den Mediabase Studios realisiert.
Nach dem Release der EP kam mit Fred Freundorfer ein neuer Gitarrist in die Band und Sebastian Bichler folgte für den ausgestiegenen Johannes Thoma am Schlagzeug. In dieser Konstellation erschien 2010 das zweite Album Vitium. 2012 unterschrieben Dead Alone einen Plattenvertrag bei dem Label Supreme Chaos Records, auf welchem das dritte Album Ad Infinitum erschien. Ad Infinitum wurde in den Grotesque Studios unter der Leitung von Sebastian Moser aufgenommen und enthält einen Gastbeitrag von Mick (Destinity).
2014 begann die Band mit den Aufnahmen ihres inzwischen vierten Albums namens Nemesis. Dazu wurden die Drums in den Devasoundz Studios in Athen unter der Regie von Fotis Benardo (Ex-Septicflesh, Chaostar) aufgenommen. Die restlichen Aufnahmen erfolgten, wie auch schon zu Ad Infinitum, wieder in den Münchener Grotesque Studios zusammen mit Sebastian Moser. Für den Song The Awakening steuerte Christos Antoniou (Septicflesh, Chaostar) Orchester-Arrangements bei. Im Dezember 2014 verließ Sebastian Bichler die Band und wurde durch Franz Müller am Schlagzeug ersetzt.
Seit ihrer Gründung spielte die Band auf einigen großen Festivals wie dem Metalfest Austria 2011 oder dem Extremefest 2012. Außerdem folgten viele Support-Shows für Bands wie Vader, Agrypnie, Der Weg einer Freiheit, Heretoir, Omnium Gatherum, Mercenary oder Belphegor.

Bandmitglieder Live im Feierwerk
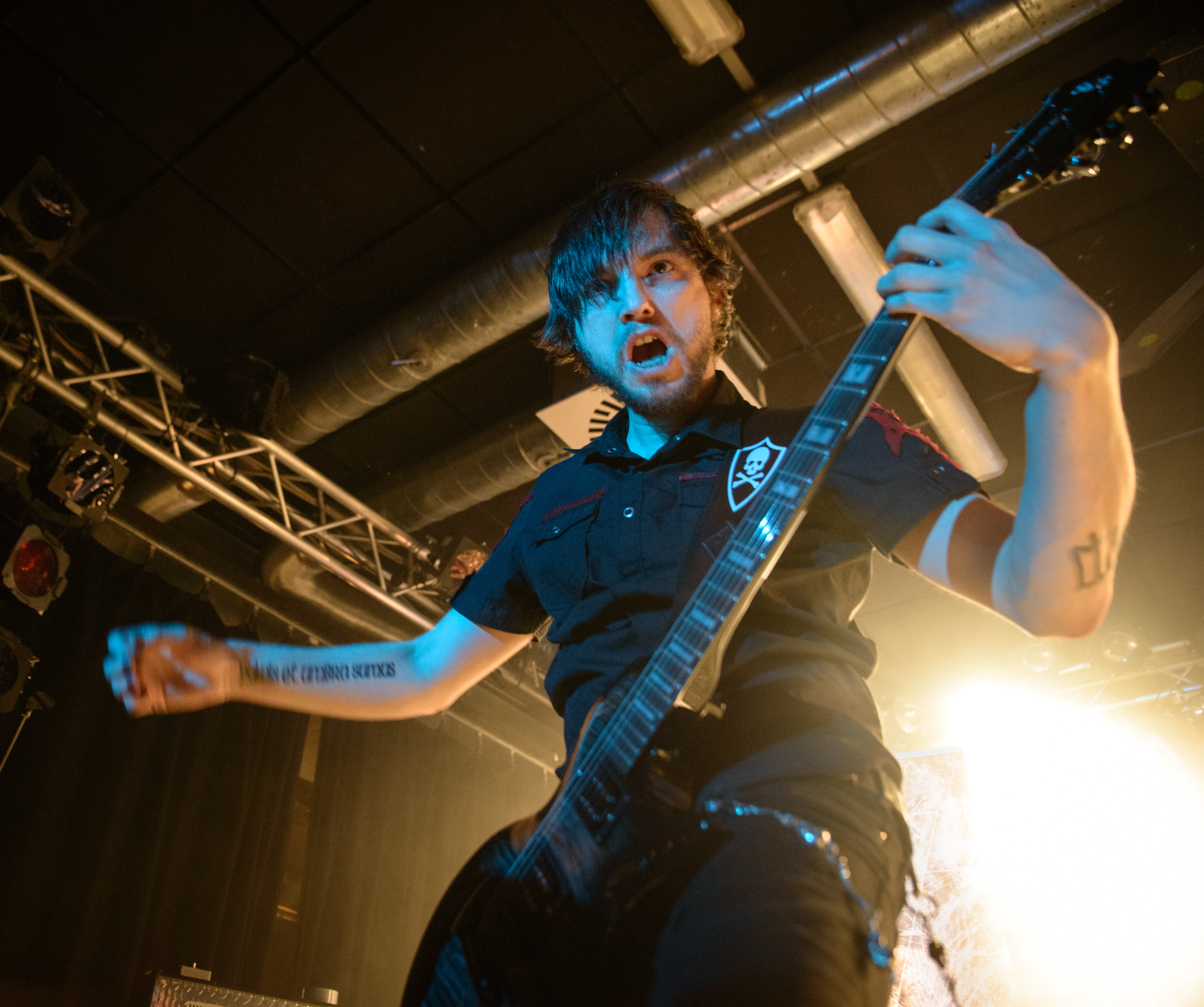
Martin Hofbauer
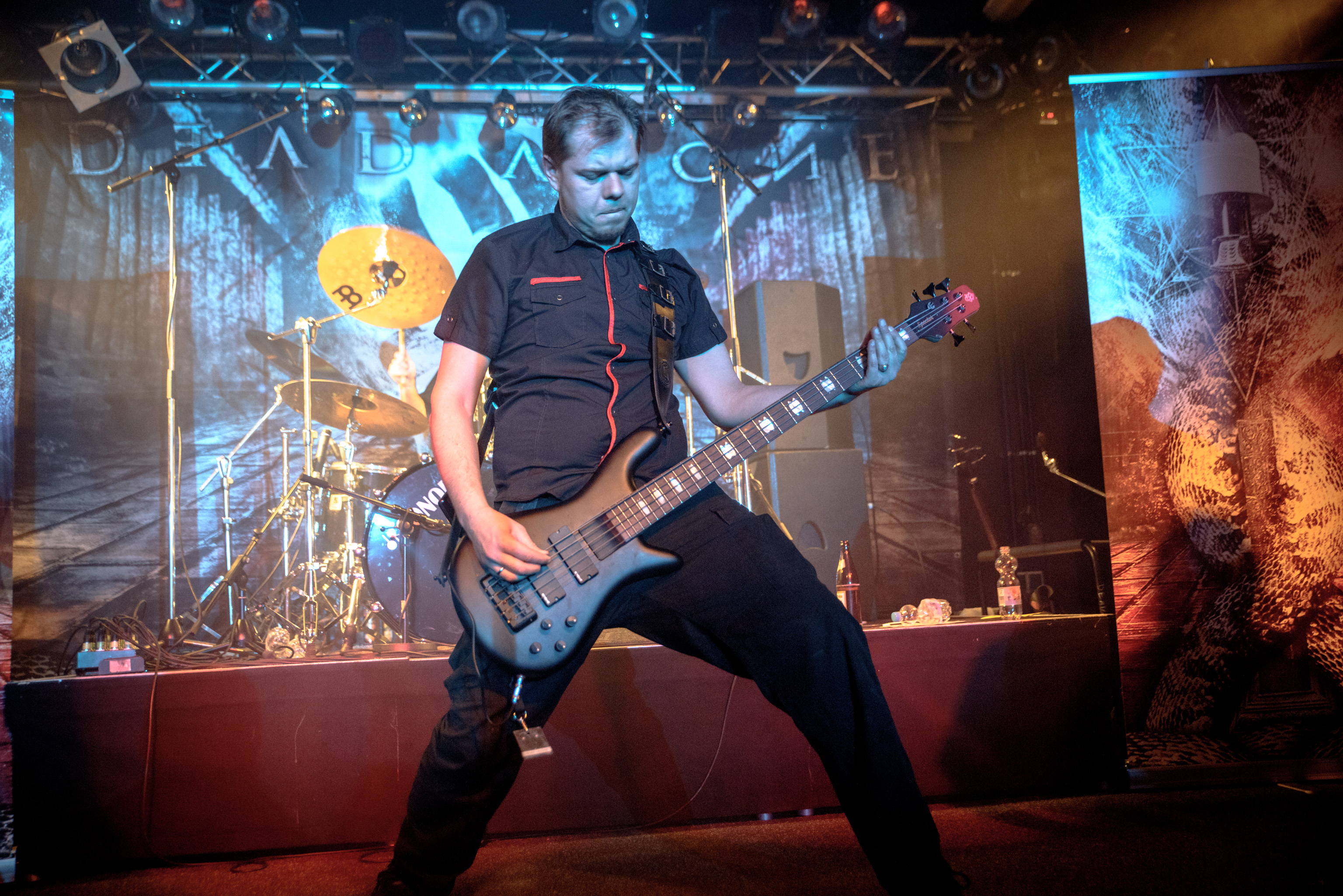
Florian Hefft
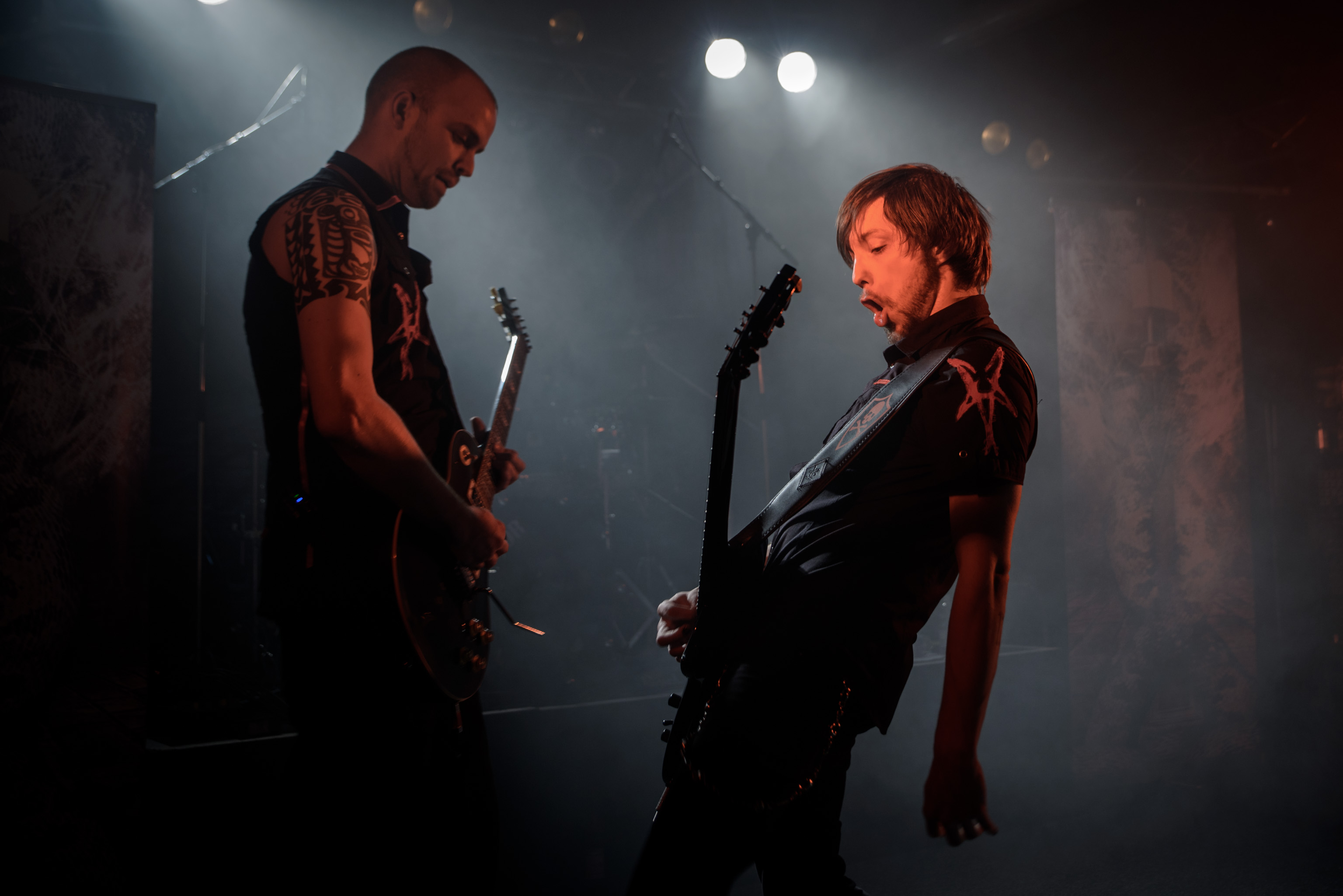
Martin Hofbauer & Fred Freundorfer
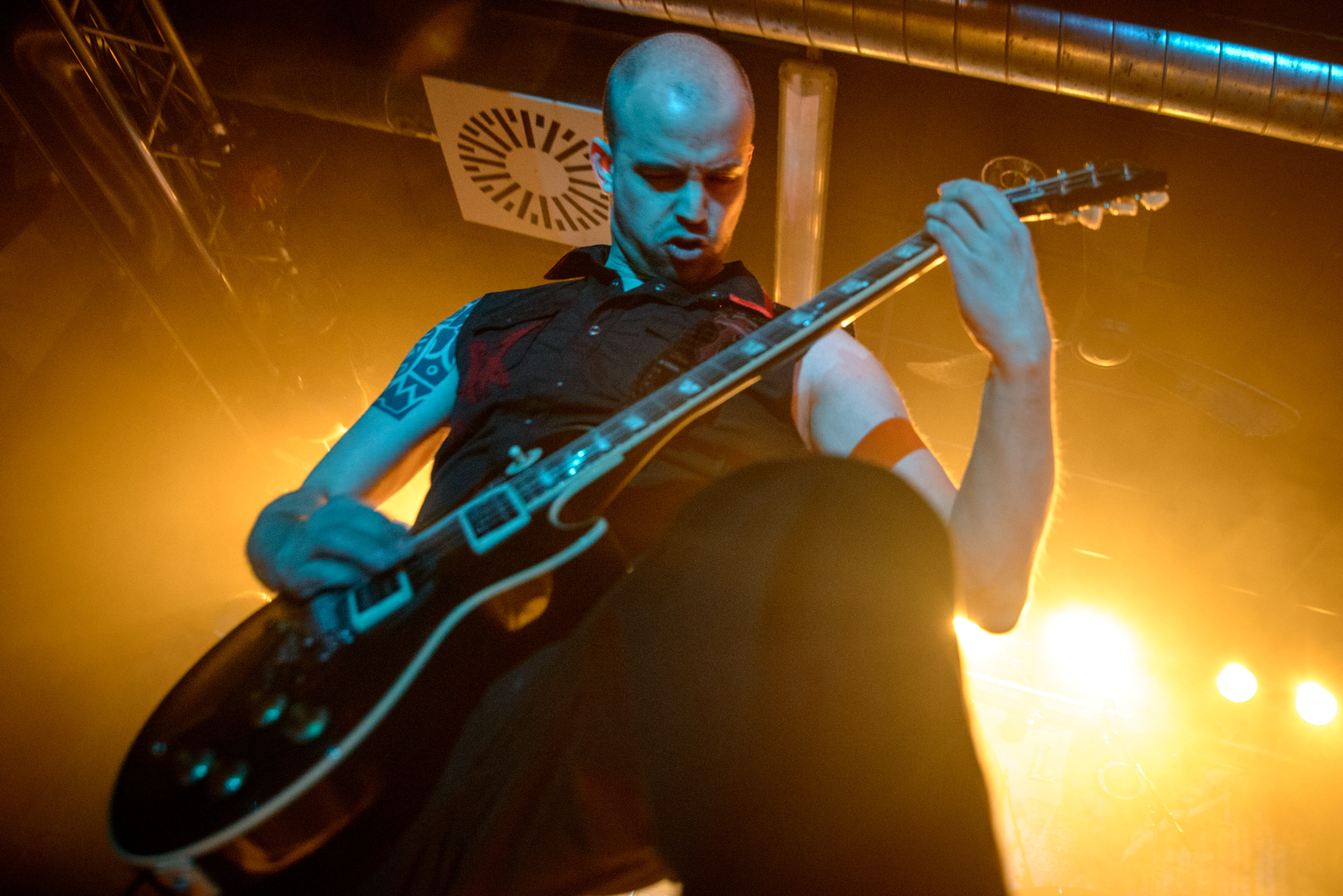
Fred Freundorfer

## Stil
Die Lieder bauen überwiegend auf melodischem Death Metal auf, wobei auch sehr viele Einflüsse aus dem Doom, Thrash und Black Metal zu vernehmen sind. Als Einflüsse kann man Bands wie Dark Tranquillity, Bolt Thrower, Insomnium oder My Dying Bride anführen.
Die Texte handeln meist von persönlichen Gefühlen und Eindrücken und beschäftigen sich nicht selten mit dem Abgrund der menschlichen Seele und dem Ende im Allgemeinen.

## Rezeption
Besonders die beiden letzten Alben Nemesis und Ad Infinitum erhielten überwiegend positive Resonanzen:

Metalunderground.at: „10 Jahre im Death Metal Geschehen und kein bisschen Müde. Weiterhin schrauben die Herrschaften von Dead Alone an ihrem Death Baby das sich hören lassen kann. Nemesis ist deutlich Black-Death lastiger ausgefallen, als man es wohl erahnen hätte können. Der kernige, rassige Death Sound macht gute Laune und die Jungs schöpfen dabei aus den Vollen. Hier wird nicht langweilig nachkopiert, sondern die eigene Death Innovation ausgepackt und weiterhin forciert.“
Marcus Manuel vom Legacy Magazin schrieb: „DEAD ALONE ist ein ausgereiftes, kompaktes und rundum eigenständiges Album gelungen, das sich mit eher doomig-düsterer Grundstimmung durch seine mitreißende Eingängigkeit auszeichnet.“
Stephan Möller von metal.de findet dazu folgende Worte: „Nein, vielleicht erfinden DEAD ALONE das Rad nicht neu - aber sie bauen es einmal komplett auseinander und setzen es auf ihre ganz eigene Weise wieder zusammen, sodass ‚Ad Infinitum‘ Death Metal, Thrash Metal, Progressive Metal, Doom Metal, Melo Death, teilweise sogar Hard Rock miteinander vereint, ohne dabei inhomogen zu klingen.“

## Diskografie
- 2005: Inhumanity from Inside (Demo, Eigenproduktion)
- 2006: Slivering Marrow (Album, Eigenproduktion)
- 2008: Phobia (EP, Eigenproduktion)
- 2010: Vitium (Album, Eigenproduktion)
- 2012: Ad Infinitum (Album, Supreme Chaos Records)
- 2014: Nemesis (Album, Supreme Chaos Records)
- 2018: Serum (Album, Reaper Entertainment)